# Дегенфелд (род)
Дегенфелд (на немски: Degenfeld, също Tegernfeld, по-късно също Degenfeld-Schomberg или von Degenfeld-Schonburg) е швабска благородническа фамилия от 13 век в Баден и Вюртемберг в Германия.
За пръв път в документ от 1281 г. е споменат фрайхер Конрад фон Дегенфелд. Той е опекун на Йохан, херцог в Швабия и син на крал Рудолф I. Той основава резиденцията си, дворец Дегенфелд, в Дегенфелд при Швебиш Гмюнд.
От 1456 г. резиденцията на фамилията е замък Бург Хоенейбах при Айбах (днес част от Гайслинген ан дер Щайге). През 1596 г. Йохан Христоф фон Дегенфелд построява дворец Нойхауз.
През 1597 г. резиденцията дворец Дегенфелд в Гмюнд е продадена за 17 500 талер на херцог Фридрих I (1557 – 1608) от Вюртемберг.
През 1625 г. Кристоф Мартин фон Дегенфелд е издигнат на фрайхер. Неговата дъщеря, Мария Луиза цу Пфалц (1634 – 1677) е втората съпруга на курфюрст Карл I Лудвиг от Пфалц, с когото има 13 деца, от които остават само осем живи и само най-голямата ѝ дъщеря Каролина се жени и има деца. Понеже тя се отказва от всички курфюрстки искания тя и нейните деца получават през 1670 г. Стеббах и рау-графска титла. Нейната дъщеря, рау-графиня Каролина, се омъжва 1683 г. за Майнхард фон Шомберг, Duc de Schomberg и 1. Duke of Leinster (1641 – 1719), син на убития в Ирландия маршал Фридрих фон Шомберг. През 1704 г. господството Ротенберг на род Кронберг отива към род Дегенфелд.
- Кристоф Мартин фон Дегенфелд (1599 – 1653)
- Мария Луиза фон Дегенфелд (1634 – 1677)
- Август Кристоф фон Дегенфелд-Шонбург (1730 – 1814), полковник

## Значими представители
- Кристоф Мартин фон Дегенфелд (1599 – 1653), фрайхер на Дюрнау, военен командир при Валенщайн и Густав Адолф, накрая на служба на Република Венеция
- Ханибал фон Дегенфелд (1648 – 1691), военен командир против турците, генералкапитан на Република Венеция
- Мария Луиза фон Дегенфелд (1634 – 1677), графиня, съпруга на курфюрст Карл I Лудвиг фон дер Пфалц

Днес фамилията Дегенфелд-Шонбург живее в дворец Айбах при Гайслинген (Баден-Вюртемберг). Друга линия на фамилията Дегенфелд-Шонбург живее до днес в дворец Шомберг при Геминген-Щеббах.